# Deutsche Zeitung (1847-1850)
Le Deutsche Zeitung (journal allemand en français) est un journal à tendance libérale créé le 1er juillet 1847 et qui parut jusqu'en septembre 1850.
Il est destiné à être distribué dans l'ensemble de la confédération germanique, ce qui est très inhabituel pour l'époque, la confédération germanique étant constituée d'un ensemble de petits et moyens États indépendants.

## Éditeur et parution
La décision de fonder le Deutsche Zeitung est prise à une réunion de députés libéraux du pays de Bade à Durlach le 29 novembre 1846.
Friedrich Daniel Bassermann et Karl Mathy, fondateur des Bassermann Verlag (de), s'occupent de la constitution d'un réseau de correspondants dans l'ensemble de la confédération germanique.
Le contrat du 10 mars 1847 fait de Carl Mittermaier, Georg Gottfried Gervinus, Ludwig Häusser et Mathy les rédacteurs du journal.
L'historien originaire de Heidelberg Gervinus est de facto rédacteur en chef. Après son retrait, Häusser reprend ce poste. 
Bassermann estime que le journal peut devenir rentable à partir d'un tirage de 3 000 unités, ce qui est bien plus que le tirage moyen en pays de Bade à l'époque qui est au maximum de 1 000 parutions.
Le premier numéro est paru à 1 500 exemplaires et dès la fin de 1847 les 3000 sont atteints. En 1848, le tirage atteint un maximum de 4 000 exemplaires.
Il paraît au départ à Heidelberg aux éditions Bassermann. 
Ce dernier devient également président de la commission constitutionnelle au parlement de Francfort à partir de mai 1848 et veut se concentrer sur ce nouveau poste.
Il revend donc le journal contre 12 000 florins à Karl Reimer, originaire de Leipzig et propriétaire des éditions Weidmann, le 1er août 1848.
Le 1er octobre de la même année Francfort devient le lieu de parution du journal.
Après l'échec de la révolution de mars et le discrédit des libéraux lors de la campagne pour imposer la nouvelle constitution, la parution du journal, qui a toujours été déficitaire, cesse en 1850.

## Position et influence politique
Le nom du journal exprime sa position favorable à l'unité allemande. 
Fondé peu avant la révolution de Mars, le journal est l'organe de direction des libéraux du pays. Il leur permet de se coordonner.
Au total 24 députés du parlement de Francfort écrivent dans les pages du journal.
Son contenu, ses opinions et son style sont dictés par les meneurs du mouvement libéral allemand. 
La plupart des rédacteurs sont originaires du sud de l'Allemagne, parmi eux on compte : Friedrich Christoph Dahlmann, Heinrich von Gagern, Theodor Reh, Friedrich Theodor Vischer ou Gustav Höfken (de).
Par ailleurs les nombreux postes de correspondants et le conseil d'honneur du journal lient toutes les personnalités libérales modérées au journal. 
Hans Adolph Erdmann von Auerswald, Wilhelm Beseler (de), Georg Beseler, David Hansemann, Heinrich Karl Jaup (de), Albert Schott (de), Karl Wilhelm Wippermann ou Maximilian von Schwerin-Putzar sont dans ce cas.
Le journal le formule de la manière suivante dans sa première édition :
« La pensée de ce journal était, il faut bien le dire, portée par des parlementaires bruyants ; parmi nos protecteurs et amis se trouvent d'abord 5 hommes d'États et députés, ensuite on peut lire des noms, qui sont connus dans tout le pays pour n'être ni doctrinaires, ni indécis.
Si parmi les rédacteurs on trouve par hasard des demi, voire 3 quarts de professeurs, cela n'a jamais rendu douteux un journal, qui ne se cache pas d'être à tendance politique claire. »
Le Deutsche Zeitung est surtout constitué d'intellectuels et de membres de la bourgeoisie, dite éduquée. En conséquence, il est peu porté sur les volontés révolutionnaires les plus radicales que les démocrates allemands, à l'image de Gustav Struve, Friedrich Hecker et Joseph Fickler, défendent.
Il soutient au contraire les décisions prises lors de la réunion d'Heppenheim, le Zollverein et le travail constitutionnel de l'assemblée nationale de Francfort.
Il est très proche de la fraction casino.
Son influence politique s'étend sur toute l'Allemagne, tout particulièrement parmi les classes les plus aisées.
Cependant à partir de 1849 avec la radicalisation de la révolution et la campagne pour imposer la constitution de Francfort, les libéraux modérés, de plus en plus divisés, perdent en influence et ne peuvent empêcher leur défaite, le journal n'ayant que peu d'influence sur les masses.
La gauche, qui par sa radicalité s'est progressivement transformée d'allié en ennemi des libéraux, a une approche très différente de la presse, tout particulièrement après que le 27 février 1848 le ministre de l'intérieur du pays de Bade Bekk a accordé plus de liberté à celle-ci.
Les radicaux écrivent de nombreux journaux de quelques pages, tirés au maximum à 1 000 exemplaires 2 à 3 fois par semaine. Le Konstanzer Seeblätter a par exemple un tirage de 700 unités.
Ils s'adaptent à leurs lecteurs, souvent peu éduqués et ayant généralement une confiance aveugle dans les journaux, en adoptant un style très simple, au contraire du Deutsche Zeitung, dirigé directement et de manière agressive contre leurs adversaires politiques.
Le gouvernement, tous les biens, les fonctionnaires et les nobles en prennent pour leur grade, souvent sans discernement entre eux d'ailleurs et leur aliénation est explicitement souhaitée.
Le Deutsche Zeitung peut donc être vu comme un symbole de la division entre les libéraux modérés et les radicaux-démocrates lors de la révolution de Mars.